# Hypena plagiota
Hypena plagiota là một loài bướm đêm thuộc họ Erebidae. Đây là loài đặc hữu của Kauai, Oahu và Maui.
Ấu trùng được ghi nhận ăn các loài Eragrostis.